# Todaustragen

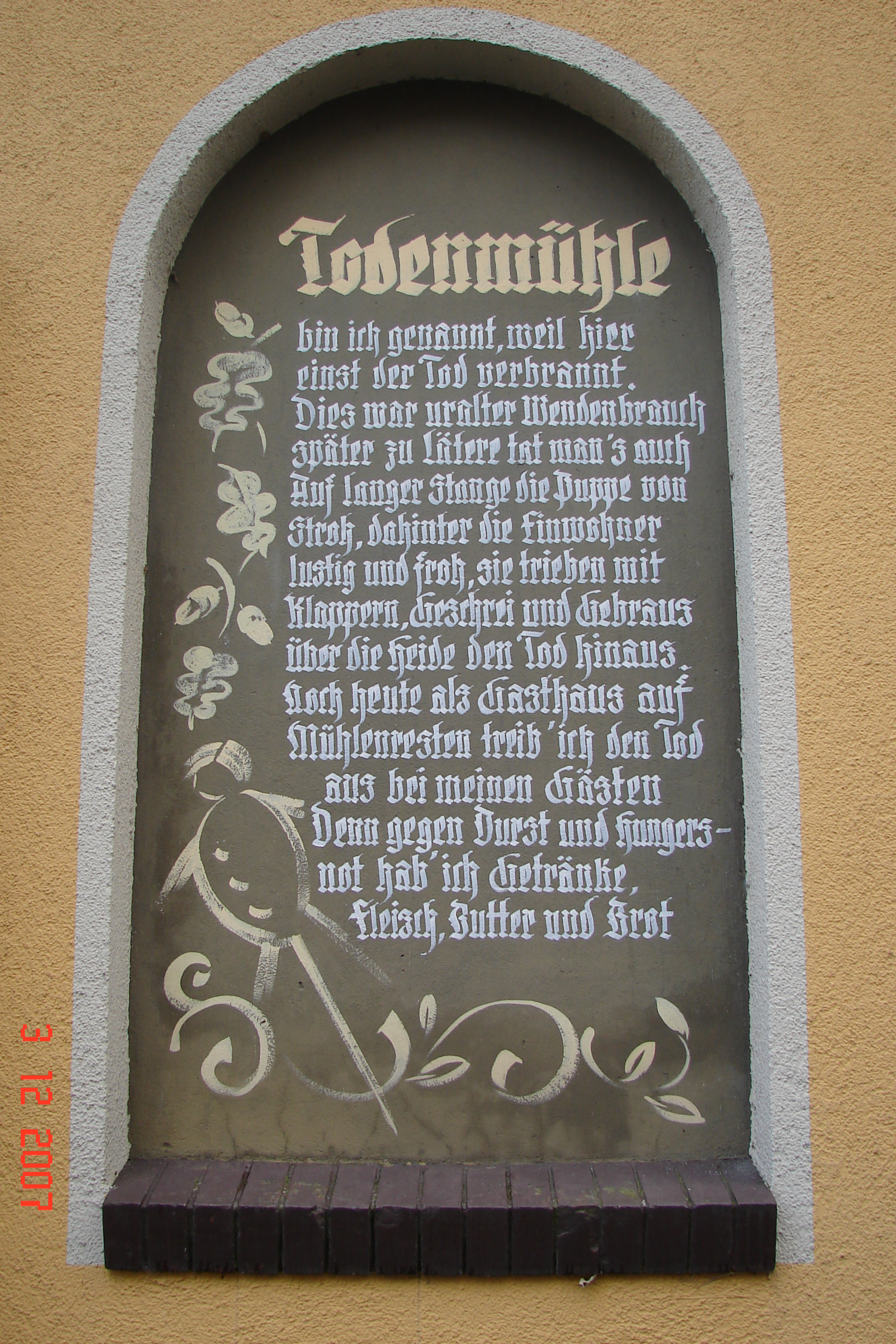
Gedicht über das Todaustragen an der Fassade der Todmühle in Ullersdorf bei Radeberg

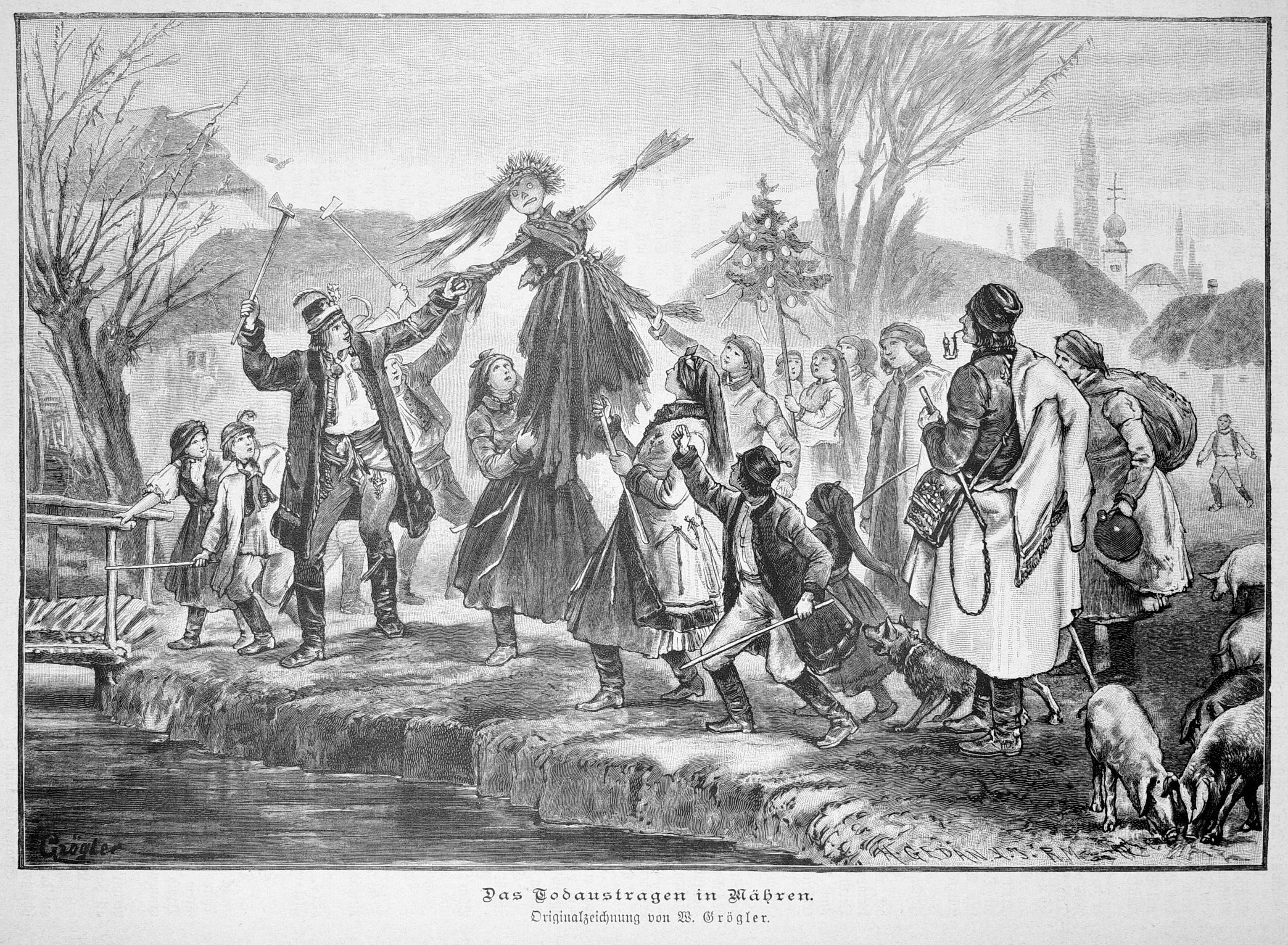
Das Todaustragen in Mähren

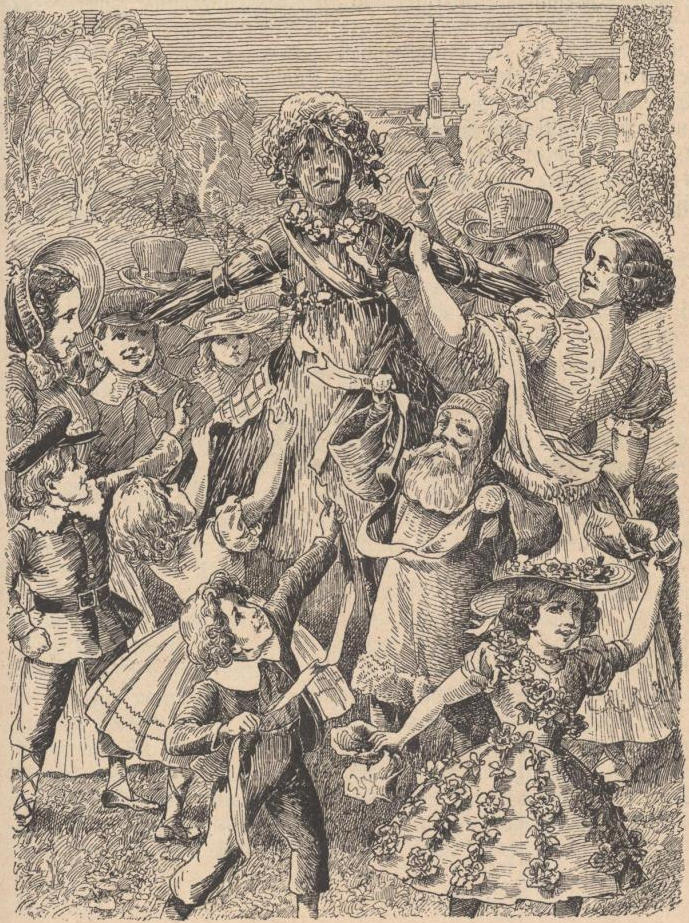
Das Todaustragen in Radeberg

Das Todaustragen ist ein alter Brauch, der am Sonntag Laetare, dem vierten Fastensonntag und zugleich dem dritten Sonntag vor Ostern, in einigen Teilen Mitteleuropas begangen wird. Dabei wird der Winter ausgetrieben, was häufig wie ein Volksfest zelebriert wird. Der Brauch, dessen Ursprünge vermutlich bis in die vorchristliche Zeit zurückreichen, weist somit einen engen Bezug zum Maifest auf, bei dem einige Monate nach dem Austreiben des Winters der Frühling beziehungsweise Sommer eingeläutet wird.

## Grundmuster des Brauchtums
Der Brauch des Todaustragens zeigt sich in regional unterschiedlichen Formen, unterliegt aber einem weitgehend übereinstimmenden Grundmuster: Unter dem Absingen von bestimmten Liedern wird eine zum Teil einem Schneemann nachempfundene Stroh- oder Pappfigur durch den Ort oder aus diesem herausgetragen und danach verbrannt, anderweitig zerstört oder ins Wasser geworfen. Diese Strohpuppe wird mit verschiedenen Namen bezeichnet: In Mitteldeutschland heißt sie meist schlicht Tod, in Hettingen im Odenwald wird sie als Toter Degen bezeichnet. Der südwestdeutsche Hisgir oder Hisgier wird hingegen nicht verbrannt, sondern sammelt Gaben und sagt Heischeverse auf. Dies war früher auch in Teilen Böhmens üblich.
Die Figur symbolisiert hierbei mit hoher Wahrscheinlichkeit im Ursprung den Tod, da sie dort, wo das Wort Tod in der Landessprache männlich ist, als Mann dargestellt wird, wie es auch im deutschen Raum allgemein üblich war. Dort, wo das Wort Tod in der Landessprache weiblich ist, wie beispielsweise im Tschechischen (smrt), ist auch die Figur weiblich. So erklärt sich auch, dass es im bis zur Vertreibung der deutschen Bevölkerung zweisprachigen Böhmen neben dem männlichen Tod auch ein weibliches Äquivalent namens Tödi gab, die allerdings ein ähnliches Schicksal erwartete. Im Raum Heidelberg existiert überdies neben dem Tode beziehungsweise Winter auch eine zweite, den Frühling darstellende Figur, die den Winter symbolisch in einem Wortgefecht mit sich anschließender tätlicher Auseinandersetzung besiegt.

## Verbreitung und regionale Bezeichnungen
Das Todaustragen wurde und wird in mehreren Teilen Deutschlands und seiner östlichen Nachbarländer begangen. So existiert der Brauch teilweise bis heute in Schlesien, Brandenburg, der Lausitz, Böhmen, Sachsen, Thüringen, Franken, Baden, Elsass, der Pfalz und Hessen. Das Verbreitungsgebiet dehnt sich über Polen weiter in Richtung Südosteuropa aus.
Im Südwesten Deutschlands bedient man sich dem gleichen Brauch, hier aber unter dem Oberbegriff der Winterverbrennung. So ist das Fest in Rheinhessen als Stabausfest bekannt und in der Pfalz werden die Sommertagszüge veranstaltet. Im Ostmitteldeutschen Sprachraum bezeichnete die Bevölkerung den Brauch vorwiegend als Todaustragen oder Todaustreiben.
Nach und nach ging der Brauch jedoch stark zurück. So wurde er beispielsweise in Radeberg letztmals am 28. März 1745 begangen. Hochburgen sind bis heute Eisenach mit seinem Sommergewinn, Heidelberg Weinheim und Speyer mit ihren Sommertagszügen, Nürnberg mit dem Winteraustreiben (Schembartlauf) und Hettingen im Odenwald, wo alljährlich das Todaustragen stattfindet.

## Geographische Namen
Orte, die mit dem Brauch in Verbindung stehen oder standen, weisen manchmal einen namentlichen Bezug zur örtlichen Bezeichnung des Brauchs auf. So gibt es zum Beispiel nordöstlich Dresdens entlang des Verlaufs der Prießnitz den Todberg mitsamt den Todberghäusern, die Todmühle und zwei Todbrücken, von denen sich eine bei Ullersdorf und die andere bei Klotzsche befindet. Vielerorts gibt es auch Toten- oder Todwiesen, bei Bad Schandau auch einen Todhübel. Die Wiesen und Felder in Oberschlesien, an denen Marschaseka genannte Götzenbilder ins Wasser geworfen wurden, hießen Marsehanka.

## Regionale Besonderheiten
Das Todaustragen wurde in vielen verschiedenen Variationen zelebriert. Die jeweiligen Zeremonien wiesen teilweise bereits von Dorf zu Dorf Unterschiede auf. Diese zeigen sich vorwiegend in voneinander abweichenden Liedtexten und Abläufen. Das Wesen des Brauchs hängt nicht zuletzt von dem Erhaltungsgrad der ursprünglichen Art und Weise dieser Gewohnheiten ab, denn schließlich ist das Todaustragen mehrfach umgewidmet oder umgedeutet worden. So hat sich mancherorts bis in die Gegenwart das eigentliche Austragen des Todes erhalten, an anderen Orten wiederum steht der Wettstreit zwischen Sommer und Winter im Vordergrund, den der Winter immer verliert. An wieder anderen Orten verkam das Todaustragen zu einer Volksgaudi, bis es schließlich auch auf Grund von Unfällen verboten wurde, oder entwickelte sich zu Bittgängen von Kindern um Gaben. In Schlesien beispielsweise hielten die Kinder beim sogenannten Sommersingen kleine geschmückte Tannenbäumchen in der Hand, so auch im brandenburgischen Fichtenberg. In Niederschlesien gehörte zum Sommersingen stets auch das Backen von Schaumbrezeln (ein Kleingebäck). Im böhmischen Schneidmühl wurde die den Tod symbolisierende Puppe nach dem Austragen auf einem Feld mit Holzschwertern zerdroschen. In Nürnberg hingegen wird die Puppe auf dem Hauptmarkt verbrannt, ebenso in Hettingen. In Radeberg wurde die Strohpuppe bis zum Verbot des Todaustragens im Jahre 1745 auf einer Wiese zerrissen und danach verbrannt. Auch vom anlässlich des Todaustragens häufig gesungenen Liedⓘ gibt es verschiedene Versionen.

## Geschichte
In seinen ältesten Ursprüngen geht das Todaustragen eventuell auf alte vorchristliche Bräuche zurück. Denkbar ist eine Verbindung mit heidnischen Frühlings- und Fruchtbarkeitsfesten, deren Traditionen teilweise bereits in den späteren Brauch eingeflossen sein könnten. In einer früheren Phase des Christentums wurde eine solche Integration alten in neues Brauchtum von der Kirche zugelassen oder geradezu gefördert.
Bereits in der Bibel findet sich eine erstaunliche und zudem im Jahresverlauf zeitnahe Parallele zum heutigen Brauchtum. Dem Evangelium des Donnerstags nach Laetare zufolge sei Jesus in die Nähe des Stadttors von Naïn gekommen und habe dort einen jungen Mann, der zuvor tot durch das Tor nach draußen getragen worden war, wieder zum Leben erweckt. Da über diesen Text häufig schon am Sonntag Laetare gepredigt wurde, ist es möglich, dass das Todaustragen in seinen Anfängen eine der nicht unüblichen Verbildlichungen und Nachstellungen von Predigten darstellte.
Erstmals verfremdet wurde der Brauch demnach infolge der großen Pestepidemie in Europa in der Mitte des 14. Jahrhunderts. Im Aberglauben, so den schwarzen Tod aus den Dörfern verbannen zu können, widmete man die dem Jüngling von Naïn nachempfundene Figur zum Pesttod um. Dies verurteilte und verbot unter anderem die Prager Synode von 1366 in einem Schriftstück, das das Todaustragen erstmals in der Historie erwähnt.
Allerdings ließ die Kirche den Brauch bald wieder zu und vereinnahmte ihn vollends für sich, um die Fastenzeit heilsdidaktisch zu erklären und gleichzeitig die Vorfreude auf das Osterfest zu wecken. Nach der durch die Asche des Aschermittwochs symbolisierten Vergänglichkeit zu Beginn der Fastenzeit nämlich habe Jesus Christus durch die Auferweckung eines Toten etwa zu Mittfasten seine Überlegenheit über den Tod gezeigt und auf seine eigene, drei Wochen spätere Auferstehung hingewiesen.
Der Brauch des Todaustragens verband sich indes um 1540 mit dem etwa zeitgleichen Austreiben des Winters. Im späten 18. Jahrhundert deutete die heimatkundliche Literatur das Todaustragen zu einem alleinigen Austreiben des Winters um, was durch die Romantik schließlich populär wurde. Dies führt dazu, dass das Todaustreiben bis heute mitunter auf eine Existenz als Rest heidnischer Frühlingsfeste reduziert wird, obwohl Einflüsse des Christentums und die Pestepidemie wesentlichere Rollen im Werdegang des Brauchs gespielt haben dürften.

## Ähnliche Bräuche
Im Ablauf mit dem Todaustragen verwandte, im Ursprung jedoch davon abweichende Festlichkeiten und Bräuche werden besonders im Süden und Westen Deutschlands und dort angrenzenden Nachbarstaaten begangen. Sie weisen, wie oftmals auch das Todaustragen, einen Bezug zum Feuer auf und sollen den Frühling einläuten. Ein Hauptunterschied ist der abweichende Zeitpunkt, zu denen die Bräuche begangen werden. Dieser ist in der Regel der örtlich auch Schafsonntag genannte Funkensonntag, der der erste Fastensonntag ist und drei Wochen vor Laetare liegt. In der Eifel und Luxemburg heißt der Brauch Burgbrennen oder Hüttenbrennen. Verwandt damit dürften auch das Hutzelfeuer im Raum Fulda, das alemannische Scheibenfeuer sowie der Chienbäse-Brauch in Liestal sein, die alle zum gleichen Termin stattfinden. Weitere Bräuche, die dem Todaustragen ähneln, sind das nordfriesische Biikebrennen und der rätoromanische Chalandamarz.
In Italien gibt es einen Brauch, der sowohl vom Zeitpunkt her als auch im Ablauf einen engen Bezug zum Todaustragen besitzt. Entweder am mathematischen Mittelpunkt der Fastenzeit, dem Donnerstag vor Laetare, oder dem Sonntag Laetare selbst wird eine große Puppe, die die Fastenzeit symbolisiert, durch die Straßen getragen und anschließend zersägt.

## Thema in der Literatur
In der älteren Literatur ist das früher weitverbreitete Todaustragen vielfach erwähnt oder behandelt worden. So beschrieb Achim von Arnim den Brauch in seinem Werk Die Kronenwächter in dessen sechster Geschichte, die Das Todaustreiben heißt.